# Архитект
Архитект е някой, който планира, проектира и прави преглед на строителството на сгради. Да практикуваш архитектура означава да проектираш сгради и пространството в рамките на местата около сградите, които имат за основна цел човешкото обитаване и използване. Думата архитект произлиза от латински architectus, която произлиза от гръцката (arkhi-, началник + tekton, строител), т.е. главен строител.
Решенията на архитекта оказват влияние на обществената сигурност и затова архитектите трябва да преминат специализирано обучение, състоящо се от висше образование и практически стаж, за да получат лиценз за практикуване на архитектура. Практически, технически и академични изисквания варират в зависимост от компетентността (виж по-долу).
Термините за архитект и архитектура се използват също и в дисциплините: ландшафтната архитектура, корабна архитектура, а често и в информационните технологии (например мрежови архитект или софтуерен архитект). В повечето юрисдикции, професионалната и търговска употреба на думата „архитект“ и „ландшафтен архитект“ са защитени от закона.

## Произход
През Античността и Средните векове архитектурното проектиране и строителство се извършва от занаятчии като зидари и дърводелци, по онова време, издигайки се до ролята на майстор-строител. До съвременната епоха не е имало ясно разграничение между архитект и инженер. В Европа професиите на архитекта и инженера били предимно географски за един и същи човек и били взаимозаменяеми.
Развитието на технологията и математиката позволила появата на професията „архитект-джентълмен“, която била по-различна от професията занаятчия. Хартията не е била използвана в Европа за чертаене до 15 век, но след 1500 г. става достъпна за хората. Моливите станали по-достъпни за чертаене от 1600 г. Наличието на двата материала дало създаването на първите конструктивни чертежи направени от архитекти. Едновременно с въвеждането на линейната перспектива и нововъведения като например използването на различни чертежи за описване на триизмерна сграда в две измерения, заедно с по-напредналото разбиране на точността на размерите, спомогнали на строителните дизайнери да сбъднат своите идеи. Въпреки това развитието е бавно. До 18 век мнозинството от сградите продължават да бъдат проектирани и създавани от майстори-занаятчии с изключение на сградите с най-богато финансиране.

## Архитектура
В повечето развити страни само квалифицирани хора с подходящ лиценз, сертификат и регистрация в съответния компетентен правителствен орган могат законно да практикуват архитектура. Издаването на лиценз изисква акредитирана университетска степен, успешно завършени изпити и период на обучение. Специалността архитект е ограничена до лицензирани лица по закон, а производни специалности като архитектурен дизайнер не са защитени от закона.
Да практикуваш архитектура е способността да се практикуваш архитектура независимо. Строителният дизайн е специалност, която в много по-широк план включва хора, които практикуват алтернативна професия като инженерни и такива, които съдействат в процеса на създаване на сградата под надзора на лицензиран архитект – архитектурни технолози и стажанти по архитектура. На много места, независими, нелицензирани частни лица могат да извършват услуги по проектиране извън професионалните ограничения, като дизайнерски къщи и други по-малки структури.

## Практика
В архитектурната професия, техническото и екологично знание, проектирането и управление на строителството, както и разбирането на професията са толкова важни, колкото е и дизайнът. Дизайнът е движещата сила по време на проекта и извън него. Архитектът приема възложеното от клиента. То може да включва изготвяне на доклади за осъществимост, изграждане на одити, дизайн на сградата или на няколко сгради, конструкции, както и пространствата между тях. Архитектът участва в разработването на изискванията на клиента, търсени от клиента.